# Cầu Tân An (Quốc lộ 1)
Cầu Tân An là một cây cầu bắc qua sông Vàm Cỏ Tây nằm trên tuyến Quốc lộ 1 tại thành phố Tân An, tỉnh Long An, Việt Nam.

## Vị trí
Cầu có lý trình tại Km 1947+182 Quốc lộ 1, nằm ở trung tâm thành phố Tân An, nối liền Phường 5 và Phường 2.

## Lịch sử

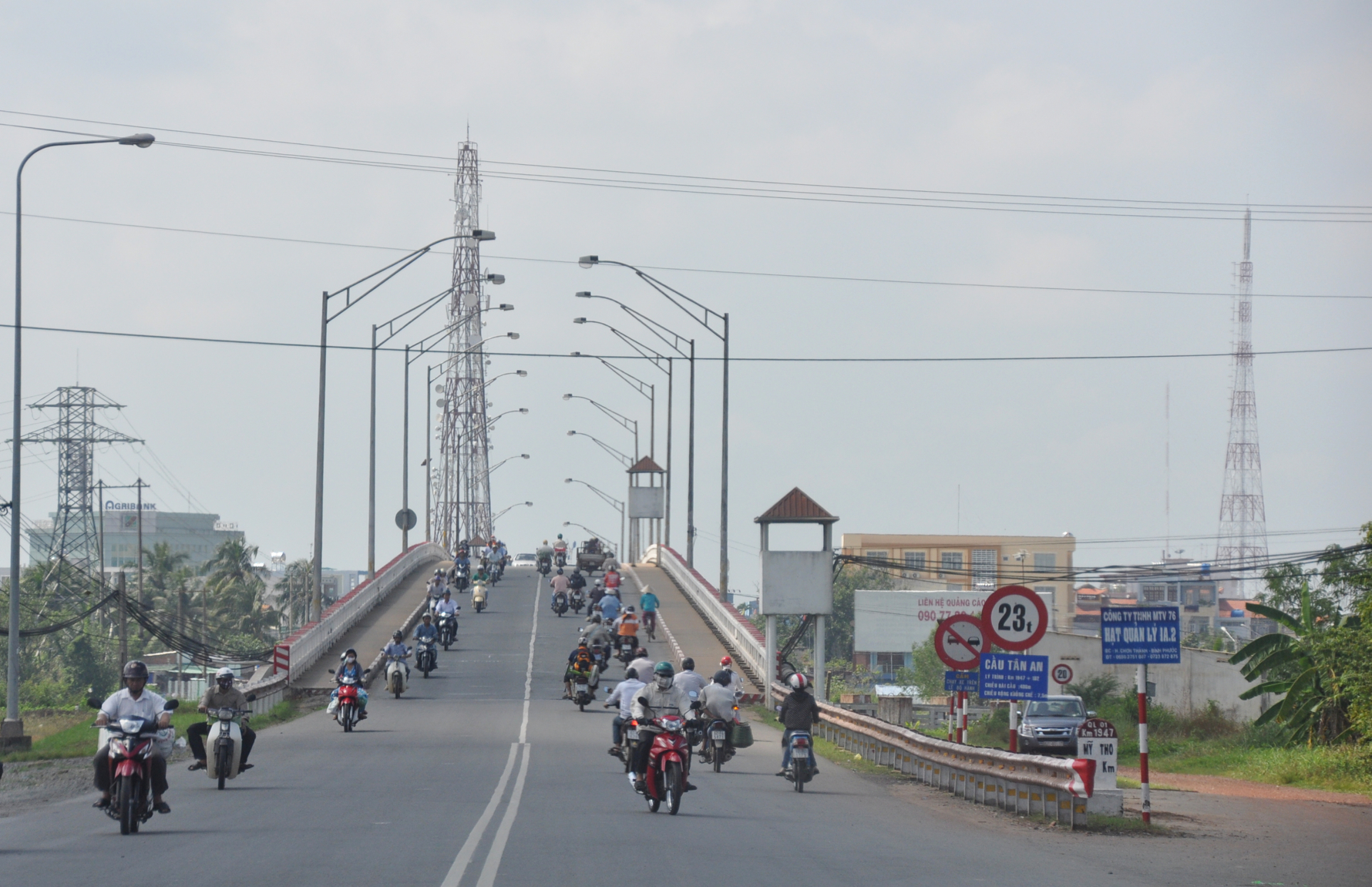
Cầu Tân An (ảnh chụp năm 2011)

Cầu Tân An được xây dựng lần đầu dưới thời Pháp thuộc, là một cây cầu đường sắt thuộc tuyến tuyến Sài Gòn - Mỹ Tho. Cầu được hoàn thành và đưa vào sử dụng năm 1886, dùng chung cho cả đường sắt và đường bộ. Vào năm 1958, tuyến đường sắt Sài Gòn – Mỹ Tho ngưng hoạt động nên cầu chỉ còn sử dụng cho đường bộ. Năm 1968, chính quyền Việt Nam Cộng hòa cho xây dựng cây cầu mới bằng bê tông dài 406 m. Sau khi cầu mới đi vào hoạt động vào năm 1972, cầu sắt Tân An cũ không còn được sử dụng và đến năm 2004 đã được tháo dỡ.
Tháng 9 năm 2019, cầu Tân An mới được khởi công xây dựng trên nền cầu sắt cũ. Cầu có chiều dài 301 m, rộng 12 m, gồm hai làn xe cơ giới, nhịp chính của cầu có kết cấu thép dạng vòm thép mạng lưới với khẩu độ 63 m. Công trình được đưa vào sử dụng từ ngày 7 tháng 6 năm 2020.